# Sextus Pompeius
För andra betydelser, se Sextus Pompeius (olika betydelser).

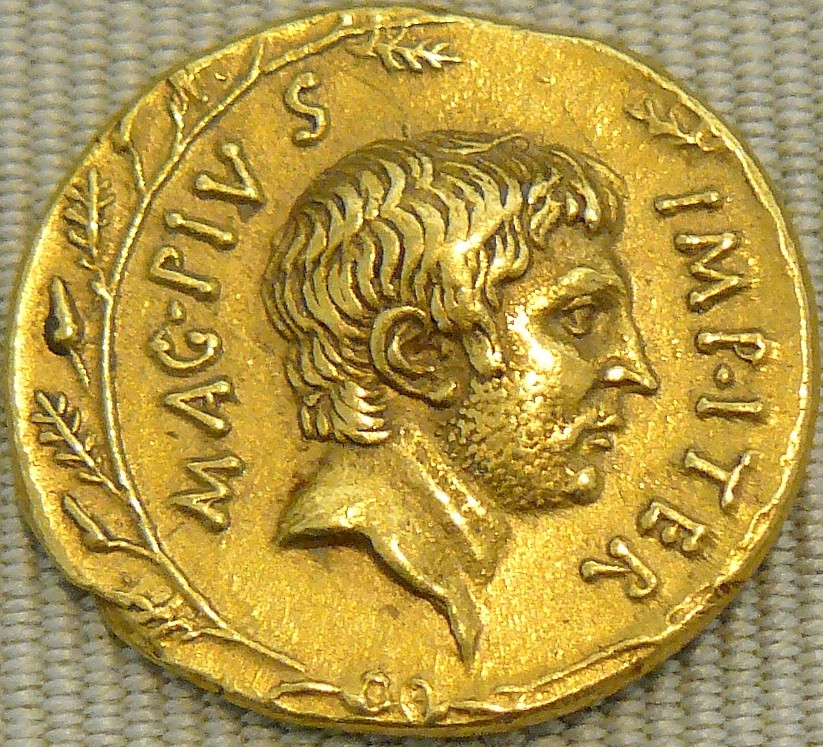
Mynt präglat av Sextus Pompejus

Sextus Pompeius Magnus Pius, född cirka 67 f.Kr., död 35 f.Kr., var en romersk politiker och fältherre under slutet av den romerska republiken. Han var Pompejus den stores yngste son med dennes tredje fru Mucia Tertia.
Under Romerska inbördeskriget (49 f.Kr. – 45 f.Kr.) anslöt sig Sextus till sin fars anhängare. Efter Pompejus död blev han besegrad i Slaget vid Munda, men lyckades fly. Sextus bror Pompejus den yngre blev dock infångad och avrättad.
Sextus ledde efter mordet på Caesar (idus martiae 44 f.Kr.) sin flotta i en, till början, framgångsrik kampanj gentemot det andra triumviratet. Han förhindrade de viktiga spannmålstransporterna till Rom och tvingade Octavianus till förhandlingsbordet. Striderna upptogs dock snart igen och Agrippa lyckades till slut besegra Sextus efter två misslyckade försök av Octavianus. Sextus flydde österut, han infångades dock i Miletos och avrättades.